# Teisendorfer Hütte
Die Teisendorfer Hütte ist eine Selbstversorgerhütte der Sektion Teisendorf des Deutschen Alpenvereins. Sie liegt auf 1600 m ü. NHN am Predigtstuhl in den Berchtesgadener Alpen. 

## Geschichte
Der Bau der Hütte begann noch vor dem Zweiten Weltkrieg im Auftrag des Eigentümers des Predigtstuhlhotels. Am Ende des Zweiten Weltkrieges wurde die Hütte beschlagnahmt. Fenster, Kachelofen, Zwischenwände und die Kassettendecke in der großen Stube waren zu dieser Zeit bereits eingebaut. Als die Hütte wieder an ihren Eigentümer zurückgegeben wurde, veräußerte er diese an die Bayerischen Staatsforsten. 
50 Jahre lang wurde die Hütte nicht fertiggestellt, obwohl noch Baumaterial bei der Hütte lagerte.

## Lage
Die Teisendorfer Hütte befindet sich knapp unter dem Gipfel des Predigtstuhls im Lattengebirge in den Berchtesgadener Alpen unweit der Bergstation der Predigtstuhlbahn.

## Nutzung
Die Hütte darf nur von Mitgliedern der Sektion Teisendorf und deren Gästen genutzt werden. Der Schlüssel für die Teisendorfer Hütte wird von der Hüttenwartin nur an volljährige Mitglieder der Sektion Teisendorf herausgegeben.

## Zugang
Die Hütte liegt 250 m von der Bergstation der Predigtstuhlbahn entfernt. Weitere Zugänge sind: Alpgartensteig, Moosensteig, über Spechtenkopf, an der Steinernen Agnes vorbei, über Hochplatte und Dreisesselberg und der Waxriessteig.

## Karten
- Alpenvereinskarte Blatt BY20 Lattengebirge, Hochkalter, Reiteralm, Ramsau (1:25.000), ISBN 978-3-948256-05-0.
- Alpenvereinskarte Blatt BY19 Chiemgauer Alpen Ost – Sonntagshorn, Hochstaufen (1:25.000), ISBN 978-3-948256-44-9.